# デイリープラネット
『Daily Planet』（デイリープラネット）は、 CS放送の日テレNEWS24（旧・NNN24）で放送されているニュース番組である。

## 概要
きょう1日のニュースをまとめて伝えるニュース番組。2019年1月まではオープニングでもキャスターが「きょう1日を振り返るデイリープラネットです。」とアナウンスしたが、同年2月以降は通常番組とテロップなど含めて統一されたため、当番組は事実上廃止された。略称は、「デイプラ」「DP」。
2005年4月から2017年3月までは平日のみ20:00からの60分番組として放送され、番組独自の特集、企画コーナー等が設けられていた。2017年4月からは平日、土日問わず21:00からの30分番組に統一。通常番組と同様、ストレートニュースと気象予報士による天気が主な番組構成になっている。同局の他の番組と同様、初回は生放送で、その他はBREAKING NEWS（速報）及び新規のニュースが入った場合を除いて再放送となる。

## 平日版

### 番組開始から2012年3月まで
2005年3月まで日テレNEWS24（当時はNNN24）で放送される他のニュース番組と同じく30分番組で、『デイリープラネット24』のタイトルだった。2005年4月から60分番組に拡大、番組表上のタイトルは『デイリープラネット60』となり、一時期はBS日テレでも放送されていた。タイトルロゴは『Daily Planet』と英字表記だった。なお、2007年8月までは毎月第3金曜日に討論番組『デイリープラネット金曜発言中』が放送されていたため、30分番組となっていた。その後継にあたる『闘論〜TALK BATTLE〜』（毎月第3木曜日21:00 - 22:00。2007年11月までは毎月第3金曜。2012年3月で終了）が放送される場合は、一旦中断していた。
2005年11月からは、22時台までが『デイリープラネット 〜ニュース＆解説〜』として「プラネットView」「デイプラMONO事業部 / MONO総研」などのコーナーを、23時台からは『デイリープラネット 〜ニュース＆スポーツ〜』として日本テレビ男性アナウンサーによるスポーツコーナーが番組後半に設けられていた。
これまでメインキャスターは平日前半（月曜‐水曜）と日曜担当、平日後半（木曜・金曜）と土曜担当に分けられていたが、2008年4月の改編で、平日担当と土日担当に変更され、このうち平日前半と日曜担当だった中島静佳が平日のメインキャスターとなり、新たに日本テレビ男性アナウンサーが日替わりのサブキャスターとして加わった。合わせて番組のリニューアルが行われ、タイトルロゴ、オープニング等が一新された。その一方、スポーツコーナーなど一部コーナーが廃止、番組表上のタイトルも全時間帯『デイリープラネット 〜ニュース＆解説〜』に統一された。
2011年4月から担当キャスターのシフト変更が行われ、これまで平日5日間通して担当していた中島静佳が月曜から木曜を、加藤亜希子が金曜日担当キャスターとなった。なお、前月に発生した東日本大震災に伴う特別体制のため、同局制作のニュースは当番組を含めて30分番組となり、番組の仕様も通常の番組のものに統一していたが、同年7月より、通常体制での放送を再開した。

### 2012年4月から2017年3月まで
月曜から木曜を担当していた中島静佳が産休のため降板、新たに坂木萌子がキャスターに加わった。これに合わせ、番組のリニューアルが行われ、水色を基調としたタイトルロゴ、スタジオセット等に変更された。タイトルロゴの表記は、『デイリープラネット』とカタカナになったが、番組内では『Daily Planet』と英字表記のものもあった。
同年10月からはBS日テレにて0：00 - 0:30に当番組の再送信が再開されることとなった。再送信が30分間となるため、0時台のみ新たに撮り直したオープニングを使用し、30分に編集したものを放送していた。しかし、2013年1月7日週からはBS日テレでの再送信が火曜 - 木曜版に限られることとなり、月曜版・金曜版の翌0:00 - 1:00は3か月ぶりに60分番組としての放送に復した。なお、BS日テレで巨人戦中継延長時は翌0:15飛び乗りでの短縮放送もしくは休止となるが、この飛び乗りに配慮した放送とはならない。また、BS日テレにおいて、2013年10月以降、現在後続番組である『BS吉テレ』が30分繰り上げとなる ことから、本番組の再送信は同年9月27日未明分をもって終了。
2013年4月2日から9月24日までの毎週火曜0:00 - 1:00に『ニッポンの大疑問α』（BS日テレ制作）を遅れネットするため、同年4月1日から9月23日までの月曜版はよ翌0:00までに縮小された。同番組終了に伴い、同年10月1日以降の毎週火曜 - 土曜0:00 - 1:00に『深層NEWS』（BS日テレ制作）を遅れネットするため、同年9月30日からの平日版はそれまでの月曜版以外でも翌0:00までに縮小される　
2015年4月からは土日も含めてメインキャスターが日替わり制に変更された。
2016年4月からはタイトルロゴ、オープニングが変更され、ロゴの表記は再び『Daily Planet』に変更された。また、同年8月から2017年3月までは、報道フロア改修工事に伴い、仮スタジオからの放送となった。当番組は平日のみスカイスタジオからの放送となり、報道フロアから離れた場所になるため、日中・夕方（14時以降）担当キャスターが報道フロアからの最新ニュース担当として加わった。

### 2017年4月から2019年1月まで
番組改編に伴い、21:00からの30分番組にリニューアル、公式番組表やEPGの番組表上のタイトルもロゴと同様、『Daily Planet』と英字に統一された。キャスターの変更も行われ、男性アナウンサーの出演はなくなった。また、日替わりの企画コーナーは事前収録となり、日中・夕方（15時以降）担当のキャスターが担当する。メインキャスターのシフト変更も行われ、これまで兼務していた深夜ニュース（『Pre-Dawn Update』）の担当はなくなり、実質的に当番組の専任となった（ただし、当番組の前に放送される『Evening News』の最新ニュース部分を担当する場合があった）。
同年9月を以って、日替わりの企画コーナーの放送を休止（「飛躍のアルゴリズム」「Social Wennovators TV」は継続。一部の企画・特集は同年10月から開始の「the SOCIAL」へ事実上移行）。また10月から再びキャスターの変更が行われ、日中・夕方担当キャスターが当番組のメインキャスターを兼務する形になった。

### 2019年2月から現在
2019年2月4日からは、オープニングや番組テロップなど含め通常の番組と統一されたため、当番組は同局の他番組と同じ扱いとなった。その関係で、デイリープラネットの公式サイトも廃止。NNN24時代の2005年3月以前と同じ扱いとなった。

## 土曜・日曜・祝日・年末年始版
番組開始当初から日テレNEWS24で放送される他のニュース番組と同様、30分番組をリピート放送。なお2010年11月 - 2011年9月は日曜のみ15分番組のリピートとなっていた。平日が祝日、年末年始に当たる場合は、メインキャスター1名のみとなり、サブキャスターは出演せず、特集や企画コーナーも休止となっていた。
公式番組表やEPGなどでは『デイリープラネット』と表記。かつてはオープニングのみ平日版のものが使われていたが、2008年10月からは通常の番組と同一になり、キャスターも『デイリープラネット』の呼称は使っていない。ただし、2014年頃から平日が祝日に当たる場合のみ、平日版と同様のオープニング、テロップデザイン等が使用されていた。2017年3月まで土曜・日曜は19:00から翌1:00までの放送だった。また、2015年度・2016年度は終了時刻が土曜・日曜も平日と同じく0:00にそろえられた。翌0時台のニュースは『DATELINE』というタイトルになっていたものの、速報が入った場合を除いて実質的に当番組の再放送だった。日曜版は『NNNドキュメント』の再放送があるため、0:00 - 0:30は一旦中断(1:00まで拡大の場合あり）。
2017年4月の改編で平日と同様21:00からの放送となり、土曜版は再び翌1:00までの日またぎ放送となった。番組表上のタイトルが『Daily Planet』と英字表記に変わると同時に、平日版も30分番組へ変更されたことから、オープニングやエンディング、テロップデザイン、番組構成も平日版とほぼ同一になったが、翌年12月頃からはテロップや番組進行、冒頭フラッシュニュースなど通常の番組と統一されたため、最新ニュース以外は再放送となった。

## 番組タイトルの変遷
| 放送時期                | 平日                                                      | 土曜                 | 日曜                 |
| ----------------------- | --------------------------------------------------------- | -------------------- | -------------------- |
| 放送開始 - 2005年3月    | デイリープラネット24                                      | デイリープラネット24 | デイリープラネット24 |
| 2005年4月 - 2008年3月   | デイリープラネット60 デイリープラネット ニュース&スポーツ | デイリープラネット24 | デイリープラネット24 |
| 2008年4月 - 2009年3月   | デイリープラネット                                        | デイリープラネット   | デイリープラネット   |
| 2009年4月 - 2010年10月  | デイリープラネット 〜ニュース＆解説〜                     | デイリープラネット   | デイリープラネット   |
| 2010年11月 - 2011年10月 | デイリープラネット 〜ニュース＆解説〜                     | デイリープラネット   | デイリープラネット15 |
| 2011年10月 - 2017年3月  | デイリープラネット 〜ニュース＆解説〜                     | デイリープラネット   | デイリープラネット   |
| 2017年4月 - 現在        | Daily Planet                                              | Daily Planet         | Daily Planet         |

## コーナー
- 全曜日

WEATHER - 最新の気象情報を気象予報士が解説。(新型コロナウイルス感染防止のため，気象予報士の出演が休止となる時期もあった。)
MARKET（平日のみ） - きょう1日の株式市場の動きを伝える。
- 下記は月1回毎時30分から。

「飛躍のアルゴリズム」 - 不定期火曜→毎月第3金曜→不定期。様々なジャンルのフロントランナーを招き、ビジネスのヒントを聞く。
「Social Wennovators TV（ソーシャルウィノベーターズTV）」 - 2017年6月27日から開始。不定期火曜→毎月第4金曜→不定期。社会的課題に向き合う一人のイノベーターを紹介し、新たな可能性を探る。

### かつて放送されていた主なコーナー
- 「In Plain English」 - 月曜。その日に日テレで伝えたニュースを、英語にした場合どう伝えるかをBanzai Mickが解説する。
- 「Planet View」 - 本来のコーナーがない日に放送。注目のニュースを専門解説者が鋭く斬る。かつては月曜-木曜→木曜に放送されていた。
- 「Trump This Week」 - 水曜。トランプ大統領のここ一週間の動向を探る。
- 「Hot Word」 - 木曜（2017年3月までは水曜）。インターネット上で話題になっている出来事を日テレNEWS24のデジタル編集チームが取材して報告する。
- 「Planet TIMES」 - 金曜。読売新聞の専門記者が、一週間のニュースから気になった物をピックアップして解説する。
- 「被災地ニュース」 - 東日本大震災被災地からのニュース。震災発生直後から2015年頃まで放送された。
- 「Daily Planet Index」 - ニュースをジャンルごとに分けて伝える。2012年4月から2016年3月まで放送。
- 「デイプラMONO事業部 / MONO総研」　あらゆる物に関する展示会や動向を紹介。2010年10月29日の放送で終了した。
- 「マル秘ウォッチ永田町」
- 「地球アラカルト」
- 「プラネットView 野村修也の木曜政経塾」（木曜） - 中央大学法科大学院教授の野村修也が一週間のニュースから気になった物を法律家の目線から解説するコーナー。
- 「ゆるキャラ大集合!」 - 毎週木曜。全国に多数居るゆるキャラを毎週一体ずつ紹介する。日テレオンデマンド\0（旧：第2日本テレビ）の「日テレNEWS24スペシャル・アーカイブ」でも視聴可能。
- その他、『news every.』や『Oha!4 NEWS LIVE』で取り上げた企画（「気になる」「コレ知りたい」など）や系列局（秋田放送・北日本放送・西日本放送・広島テレビ・熊本県民テレビなど）が取材した特集を放送する。
- 現在スポーツコーナーはないが、まれにスポーツ情報を流すことがある。このうち、プロ野球速報についてはその時点での経過を表示するため、キャスターは一切話さない。

### その他
- 2008年から2014年頃まで番組後半のCM明けにキャスターが様々な人物に扮してニュース(『news every.』の「every world まさかの出来事」の様なコーナー。海外からの衝撃映像、動物や季節の話題など）を紹介するコーナーがあった。中島静佳はバーの店員、加藤亜希子はレストランの客、坂木萌子は新婚夫婦の役を演じていた。
- 2009年5月から開設されたホームページ内にて、放送終了後の動画ブログ（中島キャスターと日テレアナウンサーによる「しずかなカーテンコール」）もスタートしたが、2012年3月の同キャスターの卒業及びホームページリニューアルに伴い終了した。
- 2016年2月まで平日版は初回放送と再放送では若干番組構成が異なっていた。初回放送では、気象予報士による気象情報が番組中盤とエンディングの2回あり、メインキャスターと共に進行。エンディングもメイン、サブ、気象予報士の3名で進行していた。再放送では気象情報はなく、エンディングも再放送用に撮り直したもの（メインとサブのみが出演）を流していた。気象情報は番組の後、「日テレNEWS24 WEATHER」として実質別枠での放送となり、気象予報士のみが出演。内容も最新のものに差し替えていた。2016年2月から気象情報はエンディングのみとなり、再放送用の差し替えもなくなった。

## 放送時間
- 月曜：0:30 - 1:00（日曜深夜）[6]・21:00 - 翌0:00
- 火曜 - 金曜：21:00 - 翌0:00
- 土曜：21:00 - 翌1:00
- 日曜：21:00 - 翌0:00

2017年4月よりインターネットでのライブ配信が開始されたが、通常0時台に放送されている『深層NEWS』『NNNドキュメント』はライブ配信されず、当番組の再配信となっている。逆にスポーツ中継（プロ野球・千葉ロッテマリーンズ戦やサッカー・AFCチャンピオンズリーグなど）が編成された場合はCS放送のみ、スポーツ中継終了後の飛び乗りまたは休止となる場合がある。
翌1:00から放送される『Pre-Dawn Update』は、地上波の夜の最終ニュース（『news zero』・『Going!Sports&News』）の映像素材を使用する関係上、それらの放送が1時以降となった場合は、番組開始が1:30以降になることがある。その場合、当番組の再放送がそれまで延長される。

## 現在の出演者
2024年9月現在。

### メインキャスター
- 月曜：榎本麗美（ノースプロダクション所属・元西日本放送アナウンサー、2021年度は金曜を担当）
- 火曜：小野寺結衣（セント・フォース所属、2022年5月より火曜担当）
- 水曜：大重麻衣（F.D.K.所属・元広島ホームテレビアナウンサー、2022年4月より水曜を担当）
- 木曜：名切万里菜（シグマ・セブン所属・元福島テレビアナウンサー、2017年4月〜2019年9月までは水曜を担当し、2018年度は火曜を担当）※2023年4月から復帰
- 金曜：橋口秀一（ニチエンプロダクション所属、元鹿児島讀賣テレビアナウンサー、2024年4月より日曜も兼務）
- 土曜：戸田山貴美（セント・フォース所属・元長野放送アナウンサー、2022年4月より土曜を担当し、2024年4月より月一にて日曜も担当）
- 半澤実穂（ホリプロ所属・元NHK仙台アナウンサー）※2023年10月から加入

・2023年10月からは戸田山と半澤は隔週で担当する。
前述の通り、メインキャスターは同日の日中・夕方のニュースも兼務する。

### 気象キャスター
※スカパー!（東経110度CS放送）日テレNEWS24 番組表 による。
- 月曜（未明・夜ともに）・日曜：岡田沙也加（気象予報士）
- 火曜 - 木曜：藤森涼子（気象予報士）
- 金曜・土曜：敷波美保（気象予報士）

### 控えキャスター
基本的には出演はないものの、おおむね23時以降に速報や新規ニュースが入った場合を担当する。全員、次の番組であるPre-Dawn Updateを担当する。
- 月曜：山田幸美（メインは日曜）
- 火曜：戸田山貴美（メインは隔週土曜）
- 水曜：小野寺結衣（メインは火曜）
- 木曜：大重麻衣（メインは水曜）
- 金曜：トーマス・サリー
- 土曜：橋口秀一（メインは金曜）
- 日曜：半澤実穂（メインは隔週土曜）

### コーナー担当キャスター
- 「飛躍のアルゴリズム」：
- 「Social Wennovators TV」：鈴木美穂（日本テレビ報道記者・キャスター）

## 過去の出演者

### メインキャスター
メインキャスターは2017年3月まで深夜ニュース（『さきがけニュース』）も兼務。
2008年4月まで
- 日曜・月曜 - 水曜：大橋麻美子→原元美紀（2005年4月 - ）→ 中島静佳（2006年4月 - ）
- 土曜・木曜 - 金曜：宮原亜友子→ 武岡智子（2007年4月 - ）

2008年4月から2011年3月まで
- 平日：中島静佳
- 土曜・日曜：武岡智子→塚田文（2009年6月 - ）

2011年4月から2015年3月まで
- 月曜 - 木曜：中島静佳→坂木萌子（2012年4月 - )
- 金曜： 加藤亜希子→舟橋明恵（2013年6月 - ）
- 土曜：加藤亜希子→吉田理恵（2013年4月・5月）→榎本麗美（2013年6月 - ）
- 日曜：塚田文

2015年3月から2017年3月まで（日替わり制へ移行）
- 月曜：榎本麗美
- 火曜：坂木萌子→山田幸美（2017年1月 - ）
- 水曜：菊地舞美
- 木曜：塚田文
- 金曜：舟橋明恵
- 土曜：榎本麗美
- 日曜：坂木萌子→山田幸美（2015年7月 - ）→舟橋明恵（2016年4月 - ）

2017年10月から12月まで
- 火曜・水曜：菊地舞美（2015年4月から2017年3月までは水担当、2017年10月 - 12月）

2017年10月から2018年3月まで
- 木曜：翁長舞（2017年4月から7月までは水・木、同年9月までは水担当）

2017年4月から2019年9月まで
- 水曜：名切万里菜（2018年度は火曜日担当）

2018年4月から2020年7月まで
- 木曜：神谷文乃（2018年度は水曜、2019年度は月曜・火曜担当）

2016年4月から2020年7月まで
- 土曜：若林理紗（2016年度は金曜、2017年・18年度・20年度は土曜担当。2020年5月からは日曜も兼務）

2017年4月から2020年9月まで
- 木曜：土谷映未（2017年4月から9月までは月・金、2017年10月から2019年3月まで及び2020年4月は金、2020年5月から7月までは木・金、2019年度及び2020年8月から2020年9月までは木担当）

2020年8月から2020年12月まで
- 日曜：トーマス サリー

### サブキャスター
日本テレビ男性アナウンサーが日替わりで1名。2013年10月から2016年頃までは下記の3名が固定で担当。
- 月曜・火曜：藤田大介
- 水曜・木曜：菅谷大介
- 金曜：寺島淳司

報道フロアからの最新ニュース担当（2016年8月から2017年3月まで）
- 月曜・火曜：加田晶子
- 水曜・木曜：若林理紗
- 金曜：榎本麗美

いずれも日中・夕方のニュースを兼務

### コーナー担当キャスター
- 「In Plain English」：榎本麗美→加田晶子（2016年4月 - ）
- 「Trump This Week」 : 菊地舞美
- 「Hot Word」 ：菊地舞美→榎本麗美（2017年4月 - ）
- 「Planet TIMES」：加藤亜希子→舟橋明恵（2013年6月 - ）→若林理紗（2017年4月 - ）
- 「飛躍のアルゴリズム」： 坂木萌子→山田幸美（2017年1月 - ）→ 名切万里菜
- 「デイプラMONO事業部・MONO総研」：武岡智子→塚田文（2009年6月 - ）・桝太一（日本テレビアナウンサー。研究員として出演）

2017年3月までは「デイプラMONO事業部・MONO総研」等一部を除いて、その日のメインキャスターが担当。2017年4月から9月までは日中・夕方担当のキャスターが兼務。

### 気象キャスター
- 寺田あかり（気象予報士）
- 小越久美（気象予報士）
- 山本志織（気象予報士、日曜・月曜担当）[8]
- 國本未華（気象予報士）
- 美濃岡洋子（気象予報士、金曜・土曜担当）[8]